# The Two Orphans (film, 1907)
Pour les articles homonymes, voir The Two Orphans.
Pour plus de détails, voir Fiche technique et Distribution.
The Two Orphans est un film muet américain réalisé par Francis Boggs et sorti en 1907.

## Synopsis
Adaptation de la pièce de la théatre Les deux orphelines.

## Fiche technique
- Titre : The Two Orphans
- Réalisation : Francis Boggs
- Scénario : d'après le roman d'Eugène Cormon et Adolphe d'Ennery
- Producteur : William Selig
- Production et distribution : Selig Polyscope Company
- Pays d'origine :  États-Unis
- Langue : Anglais
- Format : Noir et blanc — 35 mm — 1,33:1 — Muet
- Genre : Drame
- Dates de sortie :
  - États-Unis : 23 décembre 1907